# Цитостатичні ліки
Цитостатичні ліки (ЦЛ, цитостатики, цитостатичні препарати) — група препаратів, які порушують процеси росту, розвитку та механізми поділу всіх клітин організму, включаючи злоякісні, тим самим ініціюючи апоптоз. При цьому уражаються переважно клітини, що мають високий мітотичний індекс, або клітини, біохімічні процеси яких піддаються дестабілізації цитостатиком найбільшою мірою. Серед цитостатичних препаратів найбільш відомі метотрексат, фторурацил, доксорубіцин, гідроксикарбамід, циклофосфан.
Так як найбільш розповсюджене застосування ЦЛ є у онокології, інколи групу протибластомних (протипухлинних) препаратів називають ЦЛ, проте не усі протипухлинні препарати мають цитостатичну дію.

## Види
- Алкілувальні агенти
- Антрацикліни
- Порушники цитоскелету (таксани)
- Епотілони
- Інгібітори:
  - гістондеацетилази
  - топоізомерази I
  - топоізомерази II
  - кінази
- Аналоги нуклеотидів та аналоги прекурсорів (попередників)
- Пептидні антибіотики
- ЛЗ на основі платини
- Ретиноїди
- Алкалоїди та похідні барвінку